# るり姫祭り
るり姫祭り（るりひめまつり）は、愛媛県大洲市白滝の白滝公園とその周辺において開催されている伝統行事と観光イベントとが合体した、祭りのこと。
戦国時代に当地を治めていたものの、長宗我部氏との戦いに破れ、白滝に身を投げた「るり姫」の悲話伝説にちなみ、例年、11月23日の祝日に、稚児行列や、るり姫観音からの花みこしの滝つぼへの投げ入れなどが行われている。また、特産品市なども行なわれる。大洲市との平成の市町村合併までは、長浜町及び町観光協会白滝支部にて、合併後は大洲市観光協会長浜支部主催により行われている。折しも、白滝公園の紅葉が紅葉する見ごろの時期であり、多くの観光客が詰め掛ける、大洲市内でも恒例の観光イベントの一つともなっている。
また、るり姫観音は近傍の白山観音とともに地元住民の崇敬の対象となっている。

## るり姫伝説
戦国時代、1570年（元亀元年）秋、大洲米津の米津城（滝之城とも言われる）を土佐の長宗我部氏が攻めた時の話である。城は奮戦むなしく落城したが、城主の奥方・瑠璃の方は長刀の名手で、また吹き矢を得意とし、その娘の八重姫・九重姫も手裏剣を得意とし、またこれに従う女たちも長刀使いであった。一時は包囲網を抜け出したが、侍女の不用意な一言で相手勢力に残り矢の少ないことを悟られ、奮戦むなしく、一行は白滝にて長宗我部勢に包囲された。とらわれの身となり、辱めをうけることを潔しとせず、奥方は当時2歳のお世継ぎである尊雄丸を抱きかかえ、滝に身を投じた。これに従う侍女たちも次々に身を投じて命を絶った。
現在、この滝つぼは「女郎が渕」として称えられている。また、滝の落ち口近くには「るり姫観音」が、滝つぼの近くには幼き子を抱えた「るり姫塚」が祀られており、崇敬の対象となっている。

## 行事
例年、次のような行事が行われる。
20名余りの地元の白滝小学校・柴小学校の女児約20名が「るり姫」に扮し、また男児は花みこしを担ぎ、一同はJR伊予白滝駅前の寺を出発後、商店街等をねり歩いた後、「るり姫」が身を投げたという言い伝え（上記）のある滝の落ち口にたどり着き、るり姫観音での供養行事ののち、故事になぞらえて、「るり姫」らの見守るなか、花みこしは観光協会役員の手によって約60メートル下の滝つぼ目掛けて投げ落とされる。
- 10時 寺での供養行事
- 10時30分　寺を稚児行列が出発
- 以後　　　住職を先頭に、稚児行列が商店街等を稚児行列がねり歩く
- 11時30分頃　稚児行列が滝の上部にある「るり姫観音」に到着。供養行事。
- 12時　「るり姫」らの見守るなか、正午のサイレンと同時に滝つぼに花みこし（たるみこし）が投げ入れられる。

これをもって一連の行事は終了

## 白滝
「るり姫」が身を投じたのは今日の「雌滝」であるが、白滝は「雄滝」、「落合の滝」「合歓の滝」をはじめ、複数の滝があり、また紅葉の見所として知られ、多くの観光客やカメラマンが訪れる。稚児行列には、観光協会の役員が随行し、折に触れて解説等が行なわれる。

## アクセス
- JR 予讃線（海回り）伊予白滝駅
- 愛媛県道24号

駐車場（有料、無料）あり　